# Dampniat
Dampniat település Franciaországban, Corrèze megyében. Lakosainak száma 707 fő (2022. január 1.). Dampniat Albignac, Aubazines, La Chapelle-aux-Brocs, Cosnac, Lanteuil, Malemort, Palazinges és Saint-Hilaire-Peyroux községekkel határos.

## Népesség
A település népességének változása:
| Lakosok száma | 608  | 546  | 569  | 640  | 729  | 757  | 727  | 710  | 708  | 707  |
|               | 1968 | 1982 | 1990 | 2006 | 2013 | 2015 | 2017 | 2019 | 2020 | 2022 |